# Brevimucronus anomalus
Genre
Espèce
Brevimucronus anomalus, unique représentant du genre Brevimucronus, est une espèce fossile de collemboles de la famille des Sminthuridae.

## Distribution
Cette espèce a été découverte dans de l'ambre de la formation Foremost en Alberta au Canada. Elle date du Crétacé.

## Publication originale
- Christiansen & Pike, 2002 : Cretaceous Collembola (Arthropoda, Hexapoda) from the Upper Cretaceous of Canada. Cretaceous Research, vol. 23, no 2, p. 165-188.

## Liste des genres de la famille Sminthurinae
Selon Checklist of the Collembola of the World (version du 19 août 2019) :
- Allacma Börner, 1906
- Austrosminthurus Delamare Deboutteville & Massoud, 1963
- Caprainea Dallai, 1970
- Galeriella Curcic & Lucic, 2007
- Janusius Bretfeld, 2010
- Novokatianna Salmon, 1944
- Pararrhopalites Bonet & Tellez, 1947
- Richardsitas Betsch, 1975
- Sminthurus Latreille, 1802
- Spatulosminthurus Betsch & Betsch-Pinot, 1984
- Temeritas Richards, 1963
- † Archeallacma Sánchez-García & Engel, 2016
- † Brevimucronus Christiansen & Pike, 2002
- † Grinnellia Christiansen & Nascimbene, 2006
- † Katiannasminthurus Sánchez-García & Engel, 2016
- † Mucrovirga Christiansen & Nascimbene, 2006
- † Sminthurconus Christiansen & Nascimbene, 2006
- † Sminthuricinus Christiansen & Nascimbene, 2006

### références taxonomiques
- genre Brevimucronus :
  - (en) BioLib : Brevimucronus  Christiansen & Pike, 2002 † (consulté le 18 août 2019)
  - (en) Paleobiology Database : Brevimucronus  Christiansen and Pike 2002 † (consulté le 18 août 2019)
- espèce Brevimucronus anomalus :
  - (en) BioLib : Brevimucronus anomalus  Christiansen & Pike, 2002 † (consulté le 18 août 2019)
  - (en) Paleobiology Database : Brevimucronus anomalus  Christiansen and Pike 2002 † (consulté le 18 août 2019)